# Playboy A48
Playboy A48 – samochód osobowy klasy subkompaktowej produkowany przez amerykańskie przedsiębiorstwo Gaylord Cars w latach 1947–1951.

## Historia i opis modelu

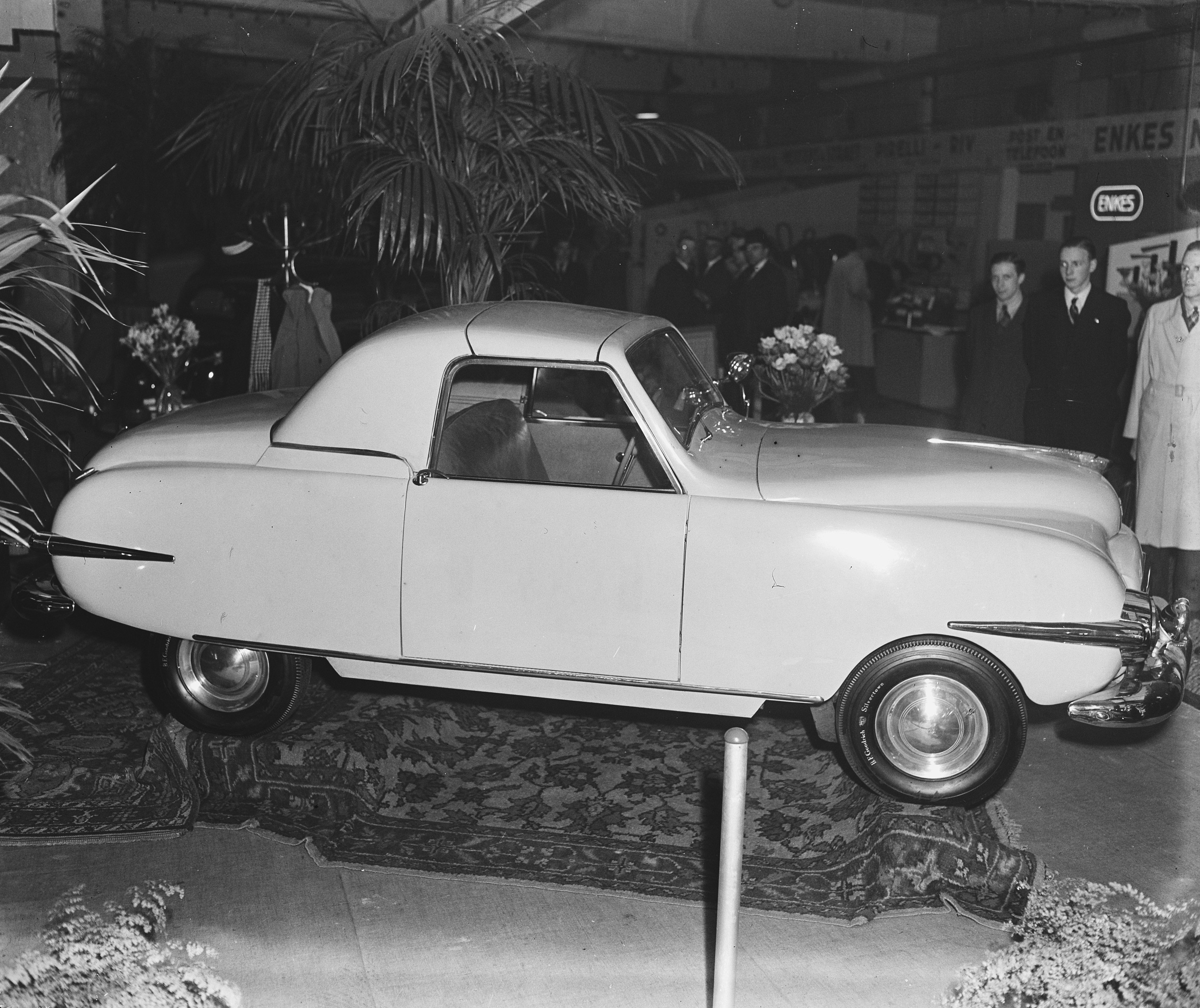
Playboy A48 ze złożonym dachem

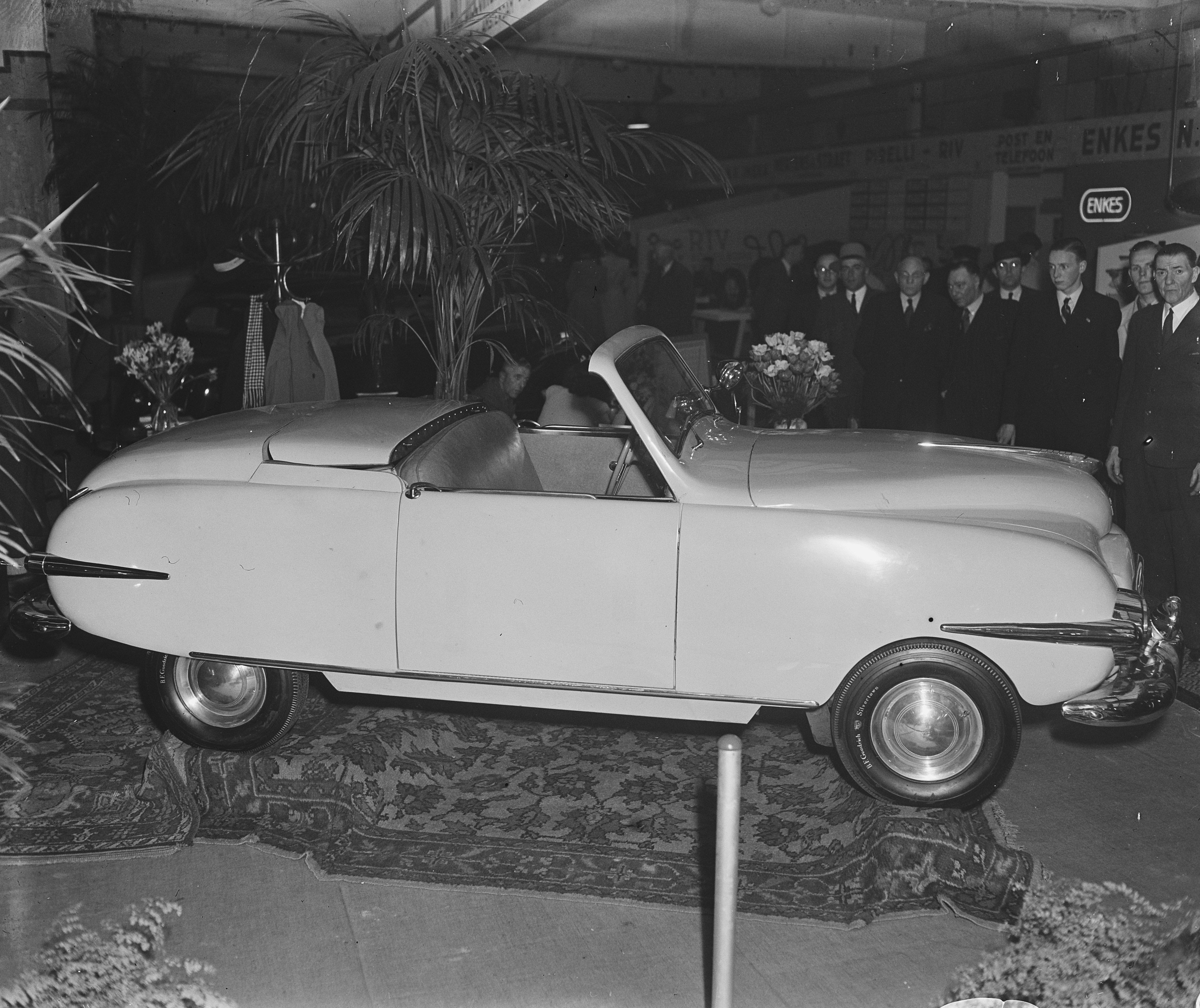
Playboy A48 z otwartym dachem

Premierę A48 poprzedziło zbudowanie tylnonapędowego prototypu z miękkim składanym dachem na początku 1947 roku, ewoluując w produkcyjny model Playboy A48 przedstawiony w połowie tego samego roku. Samochód wyróżnił się futyrstyczną jak na trwającą wówczas epokę stylistyką, zyskując nietypowe proporcje obłego pontonu. Nadwozie wzbogaciły zarysowane nadkola, a także liczne chromowane akcenty. W kabinie pasażerskiej zastosowano szeroką, mogącą pomieścić do 3 osób kanapę, a dach zyskał nietypową jak na lata 40. koncepcję twardego, jednocześciowego panelu chowanego w klapie bagażnika.
Do napędu Playboya A48 wykorzystano 1,5 litrowy silnik benzynowy konstrukcji firmy Continental, który rozwinął moc 41 KM  przy 3600 obr./min i 113 km/h prędkości maksymalnej. Jednostka umieszczona z przodu współpracowała z 5-stopniową manualną skrzynią biegów dostarczoną przez Warner Gear, z kolei instalację elektryczną i związane z tym komponenty zapewniło General Motors.

### Sprzedaż
Produkcja seryjnego Playboya A48 rozpoczęła się w połowie 1947 roku w lokalnych zakładach firmy w Buffalo, planując osiągnąć docelowo roczną produkcję wynoszącą ok. 100 tysięcy egzemplarzy. Przeszkodą dla realizacji ambitnych planów okazała się jednak relatywnie wysoka jak na końcówkę lat 40. cena wynosząca 985 ówczesnych dolarów, a także znacznie niższe niż zakładano zainteresowanie klientów. W połączeniu z brakiem długoterminowego finansowania, produkcja zakończyła się po 4 latach, w 1951 roku, kończąc się na zbudowaniu 97 sztuk A48.

### Silnik
- R4 1.5l Continental 41 KM